# Bièvre (dopływ Baru)
Bièvre – rzeka we Francji, przepływająca przez teren departamentu Ardeny, o długości 11,8 km. Stanowi prawy dopływ rzeki Bar.